# Je sais que tu sais
Pour plus de détails, voir Fiche technique et Distribution.
Je sais que tu sais (Io so che tu sai che io so) est une comédie de mœurs italienne réalisée par Alberto Sordi et sortie en 1982.
Alberto Sordi a reçu pour ce film le prix spécial du jury pour sa contribution au cinéma au festival international du film de Moscou 1983.

## Synopsis
Fabio Bonetti, 50 ans, est banquier. Il est marié à Livia depuis vingt ans maintenant et la vie conjugale s'éternise avec lassitude dans la monotonie quotidienne. Les deux passions de Fabio sont la télévision et les matchs de football. Un jour, un détective privé fait irruption dans leur vie, chargé par le célèbre financier Vitali de traquer sa femme Elena, qui vit dans le même immeuble que les Bonetti. Elena Vitali a prêté son Panda à Livia et le détective a donc filmé la vie de Livia pendant plusieurs semaines. Après divers événements, Fabio entre en possession des films et en les projetant, il découvre les situations tragiques cachées sous la vie normale de sa famille : sa fille Veronica, seize ans, se drogue depuis l'âge de treize ans, sa femme l'a trompé avec un autre homme ; lui-même, Fabio, est atteint d'une maladie incurable et ses jours sont comptés. Pourtant, en voyant toutes les vidéos, il prend peu à peu conscience de ses responsabilités. Il ne se souciait jamais de sa fille, même lorsqu'elle portait les vêtements de son père pour attirer son attention ; sa femme l'a trompé parce qu'il lui préférait un match de football, lui faisant éprouver toute l'amertume de la solitude ; sa maladie n’existe cependant pas, car les médecins se sont trompés. Alors Fabio, d'abord furieux et désespéré, accepte ses péchés et décide de se résigner aux joies humbles et mélancoliques de la vie quotidienne au sein de la famille.

## Fiche technique
Sauf indication contraire, les informations mentionnées dans cette section peuvent être confirmées par la base de données cinématographiques IMDb,  présente dans la section « Liens externes ».
- Titre français : Je sais que tu sais ou Je sais que tu sais que je sais[2]
- Titre original italien : Io so che tu sai che io so[3]
- Réalisation : Alberto Sordi
- Scénario : Augusto Caminito, Rodolfo Sonego, Alberto Sordi
- Photographie : Sergio D'Offizi
- Montage : Tatiana Casini Morigi (it)
- Musique : Piero Piccioni
- Décors : Lorenzo Baraldi
- Effets spéciaux : Giovanni Corridori
- Costumes : Bruna Parmesan (it)
- Production : Augusto Caminito
- Société de production : Scena Film
- Pays de production :  Italie
- Langue de tournage : italien
- Format : Couleur par Telecolor - 1,85:1 - 35 mm
- Durée : 114 minutes (1 h 44)
- Genre : Comédie de mœurs
- Dates de sortie :
  - Italie : 29 août 1982 (Mostra de Venise 1982) ; 17 septembre 1982 (Turin) ; 18 septembre 1982 (Milan)
  - France : 8 juin 1983[2]

## Distribution
- Alberto Sordi : Fabio Bonetti
- Monica Vitti : Livia Bonetti
- Micaela Pignatelli : Elena Vitali
- Salvatore Jacono : Cavalli
- Isabella De Bernardi : Veronica Bonetti
- Giuseppe Mannajuolo : L'enquêteur
- Ivana Monti : Valeria
- Claudio Gora : L'avocat Ronconi
- Pier Francesco Aiello : Marco
- Napoleone Scrugli : Mirko
- Cesare Cadeo : Le reporter
- Sandro Paternostro : Lui-même
- Gianni Letta : Lui-même, journaliste
- Carmine Faraco : Le jeune homme battu par Livia pour avoir tenté de prostituer Veronica (non crédité)
- Luciano Bonanni : Le client des prostituées (non crédité)